# Golfo de Olyutor
El golfo de Olyútor (del ruso: Олю́торский зали́в) es un golfo o bahía del mar de Bering localizado en la zona nororiental de Siberia, en el extremo norte de la costa oriental de la península de Kamchatka. Administrativamente, pertenece al krai de Kamchatka, integrante de la Federación de Rusia. Las agua del golfo de Olyútor están cubiertas normalmente por hielo fijo, desde diciembre hasta junio.
El golfo está limitado, al oeste, por la península de Govena, que lo separa de la bahía de Korf, junto a la parte septentrional del golfo Karaginsky; y, al este, por la península de Olyútor. Se extiende aproximadamente 83 km tierra adentro y tiene 228 km en su parte más ancha. El punto más profundo es de unos 1000 m. La costa occidental está dominada por la cordillera Pylguinski, que tiene una altitud máxima de 1357 m. Cuenta con un amplio rango de mareas, desde 0,3 m hasta 1,9 m. 
Los ríos principales que desaguan en el golfo son el Apuka (296 km) y el Pajacha (293 km). Sus cabeceras están cerca de dos ríos que fluyen hacia el norte, el río Mayn (de 475 km) y el río Velíkaya (de 556 km), ramales del río Anadyr. Lantzeff habla de un río Olyútora, que no aparece en los mapas modernos y que él distingue del Pajacha.
El Distrito de Olyútorsky es uno de los cuatro distritos del Distrito Autónomo de los Koriak. Los alyutors, una rama de los koryaks han vivido en la zona y algo más al oeste. También hubo yukagiros, algunos de los cuales habían sido llevados al sur por los rusos. En 1714 los rusos construyeron el ostrog de Olyútorsk para controlar la costa y la ruta terrestre desde Kamchatka a Anádyrsk, una función que compartía con Aklansk, en la bahía de Penzhina. Olyútorsk fue sitiado por los yukagires y koriakos. Perdió su importancia después de que se abriese la ruta marítima de Ojotsk.